# Gare de Ouled Ammar
La gare de Ouled Ammar est une gare ferroviaire algérienne située sur le territoire de la commune de Ouled Ammar, dans la wilaya de Batna.

## Situation ferroviaire
Établie à une altitude de 451 m, la gare est située au point kilométrique (PK) 76,9 de la  ligne de Aïn Touta à M'Sila où elle est précédée de la gare de Barika et suivie de celle de Magra.
| \| Batna Aïn Touta Barika Aïn Yagout Ouled Ammar \| Localisation de la gare de Ouled Ammar dans la wilaya de Batna. |
| Batna Aïn Touta Barika Aïn Yagout Ouled Ammar                                                                       |

## Service des voyageurs

### Desserte
La gare est desservie par les trains grandes lignes des liaisons Alger - Batna.